# معبد انریاکو
معبد انریاکو، انریاکو-جی (به ژاپنی: 延暦寺 Enryaku-ji) یک صومعه متعلق به فرقه تندای است که در کوه هیئی در اتسو، شیگا، در کیوتو واقع شده است. این صومعه در دوره هی‌آن ساخته شده است. به راهبان مسلح کوه هیئی یامابوشی (به ژاپنی: 山法師) گفته می‌شد.
معبد انریاکو در مرز بین کیوتو و استان شیگا قرار دارد و کل کوه یک معبد در نظر گرفته می‌شود. در سال ۱۹۹۴ به عنوان میراث جهانی یونسکو به ثبت رسید. دلیل ساخت آن در این مکان این بود که کوه هیئی در شمال شرقی پایتخت باستانی هی‌آن کیو قرار داشت. در اونمیو-دو، جهت «شمال شرقی» هوکوتو 「北東」 نامیده می‌شود، وجهتی و راهی است که شیاطین می‌آیند و می‌روند، و معبد انریاکو در دروازه شیطان برای هی‌آن کیو ساخته شد تا شیاطین را دفع کند.
گفته می‌شود که معبد انریاکو در سال ۷۸۸ (سال هفتم انریاکو) زمانی که سایچو (مؤسس فرقه تندای)، همچنین به عنوان «دنگیو دایشی» شناخته می‌شود، معبد انریاکوجی کونپون چودو (تالار کونپون چودو فعلی)  را ساخت. سایچو یک راهب از دوره هی‌آن بود در سن ۳۷ سالگی به عنوان فرستاده‌ای به همراه کوکای (کوبو دایشی) به چین سفر کرد و در آنجا موضوعات مختلفی از جمله بودیسم را مطالعه کرد. معبد انریاکو به عنوان کوه مادر بودیسم ژاپنی نیز شناخته می‌شود زیرا راهبان مشهور بسیاری در نسل‌های بعدی از جمله هونن و شینران را به وجود آورد.

## قدرت اقتصادی انریاکو در دوره سنگوکو
از معبد انریاکو واقع در کوه هیئی به عنوان یکی از هشت زایباتسو بزرگ (دارای قدرت اقتصادی) در دوره سنگوکو نام برده می‌شود.

### ملک و زمین
اولین عامل که باید در نظر گرفته شود اندازه ملک‌های خصوصی عاری از مالیات یا شوئن‌های این معبد بود. از قرون وسطی، معابد و زیارتگاه‌ها از درآمد زمین‌های کشاورزی کمک‌های مالی دریافت می‌کردند که به شوئن تبدیل می‌شد. تا آنجا که بررسی شده است، ۲۸۵ شوئن در کوه هیئی وجود داشت. علاوه بر این، کوه هیئی نه تنها دارای زمین کشاورزی بود، بلکه قلمرو وسیعی در مرکز شهر کیوتو نیز داشت.
علاوه بر این، شوئن‌ها نه تنها در کوه هیئی بلکه در سراسر کشور توزیع شده بودند. علاوه بر این، کوه هییی نه تنها دارای زمین کشاورزی بود، بلکه قلمرو وسیعی در مرکز شهر کیوتو نیز داشت. زمین‌های این معبد در کیوتو حتی بزرگ‌تر از مجموع اقامتگاه‌های امپراتور گو-دایگو و آشیکاگا تاکائوجی بود.

### اعطای وام با ربای بالا
دومین عامل این بود که معبد انریاکو از قدیم الایام در امر اعطای وام بوده و گاهی زمین به عنوان وثیقه برای بدهی به دست می‌آمده است.
معابد بزرگ در قرون وسطی یک «شرکت مالی» بودند که در سطح کشور فعالیت می‌کردند. در آن زمان به مال‌داران «دوزو» یا «توکورا» می‌گفتند و گفته می‌شود که بسیاری از آنها به کوه هییی متصل بوده‌اند. «توکورا» شکلی شبیه به آنچه که ما اکنون مغازه گروبرداری می‌نامیم به خود می‌گیرد. گفته می‌شود که توکورای کوه هیئی «توکورای روح سانمون» است. «سانمون» به کوه هیئی اشاره دارد. پس چرا کوه هییی تبدیل به توکورا شد؟ خاستگاه تبدیل شدن کوه هیئی به توکورا در دوره هی‌آن نهفته است. انریاکو، که یکی از معابد و زیارتگاه‌های برجسته ژاپن بود، عمارت وسیعی داشت و کمک‌های هنگفتی از مردم دریافت کردند. در معبد انریاکو، مقادیر زیادی برنج، که مهم‌ترین کالا در آن زمان بود، جمع‌آوری می‌شد. این برنج را با سود و ربایی به عنوان «سوئیکو» قرض داده می‌شد. کسب و کار وام دهی به منظور کسب درآمد بیشتر در معابد آغاز شد. نرخ بهره در این انبارها بسیار بالا و نرخ بهره سالانه ۴۸ تا ۷۲ درصد بود. به عبارت دیگر، آنها درگیر «ربای فوق‌العاده» بودند. علاوه بر این، «رفتار» زمانی که وام گیرنده از بازپرداخت ناتوان بود بسیار خشن بود و به عبارت دیگر آنها عملیات جمع‌آوری بی رحمانه ای انجام می‌شد. آنها از گروه‌های مسلح اطراف معابد و زیارتگاه‌ها برای جمع‌آوری بدهی‌های خشونت‌آمیز استفاده می‌کردند.

### کنترل تجارت
دلیل سوم این است که کوه هیئی تجارت و تدارکات را نیز کنترل می‌کرد. در آن زمان، «بازارها» اغلب در روزهای جشن در معابد و زیارتگاه‌ها برگزار می‌شد. برای افتتاح محل فروش در شهر، مجوز از معابد و زیارتگاه‌ها لازم بود. معابد و زیارتگاه‌هایی که «شهر» را کنترل می‌کردند، سرانجام توزیع کالاها را کنترل کردند. آنها برای به دست آوردن حقوق فروش انحصاری به دربار امپراتوری و شوگون سالاری مراجعه می‌کردند و دفاتری برای بستن شرکت‌های دیگر راه اندازی کردند.
کوه هیئی نه تنها تجارت، بلکه تدارکات را نیز کنترل می‌کرد. این معبد باشاکو/ اجاره‌کنندگان اسب را کنترل می‌کرد که وسیله حمل و نقل مهمی در کیوتو بود.

### دریافت عوارض و مالیات
کوه هیئی دارای پست‌های بازرسی در مکان‌های مختلف بود و مقدار زیادی مالیات عوارض دریافت می‌کرد. به عنوان مثال، ۱۱ ایست بازرسی در دریاچه بیوا وجود داشت. به این ترتیب کوه هیئی بر تمام صنایع آن زمان از جمله املاک، امور مالی، بازرگانی و حمل و نقل تسلط داشت.

### ارتباط و پیوستگی با والدین مقتدر
بسیاری از معابد و زیارتگاه‌ها شامل فرزندان فرمانروایانی مانند امپراتور، اشراف دربار و خانواده‌های سامورایی مقتدر بودند. برای نمونه شاهزاده کاکوجو آخرین رهبر معبد انریاکو قبل از آتش زدن کوه هیئی در دوره سنگوکو، پسر امپراتور گو-نارا بود. به‌طور معمول فرزندان خانواده‌های اصیل اغلب از حمایت والدین خود برخوردار می‌شدند. پول و کالاهای زیادی به آنها داده می‌شد که به نوبه خود منجر به گسترش قدرت معابد و زیارتگاه‌ها می‌شد.

## نگارخانه

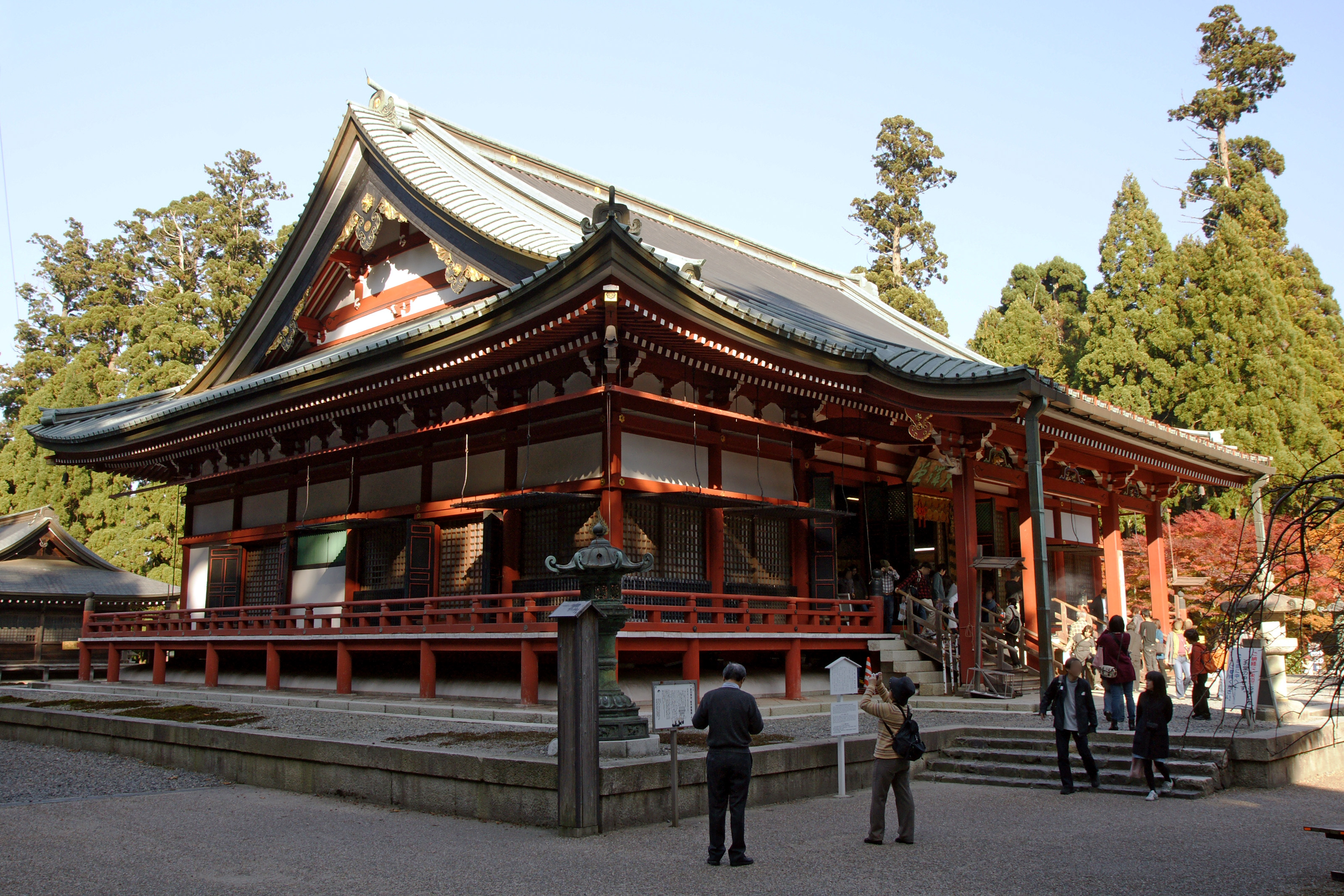
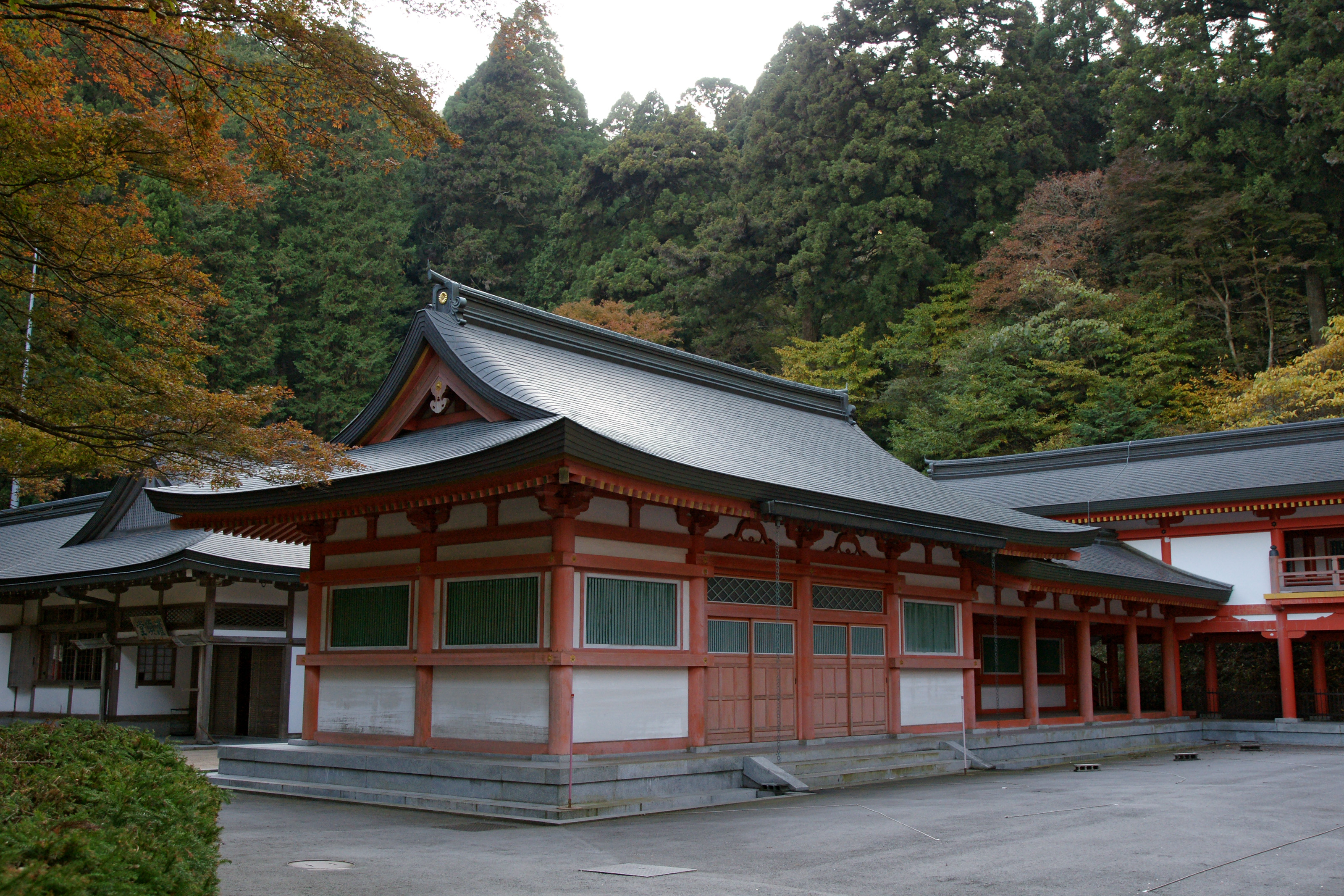
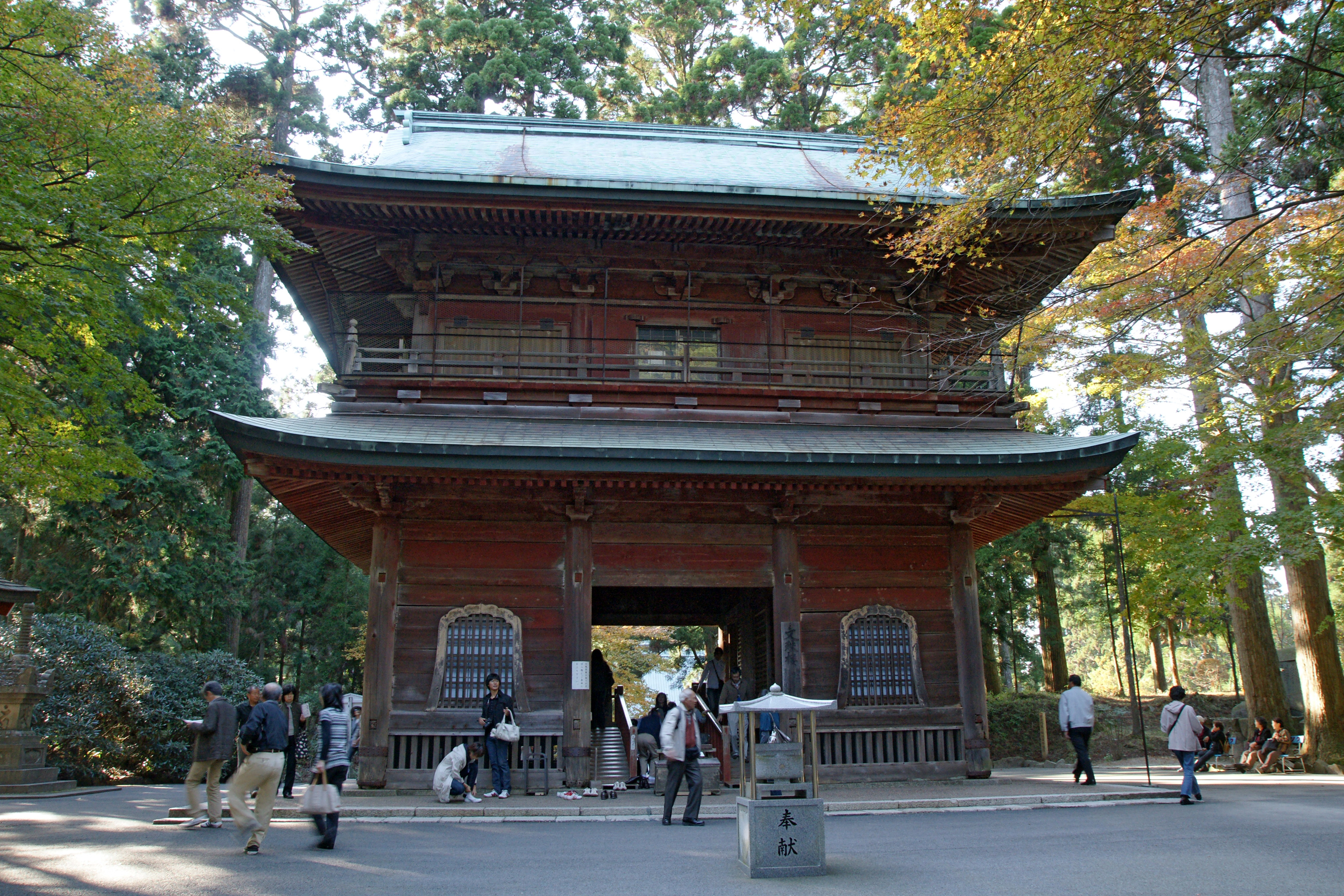
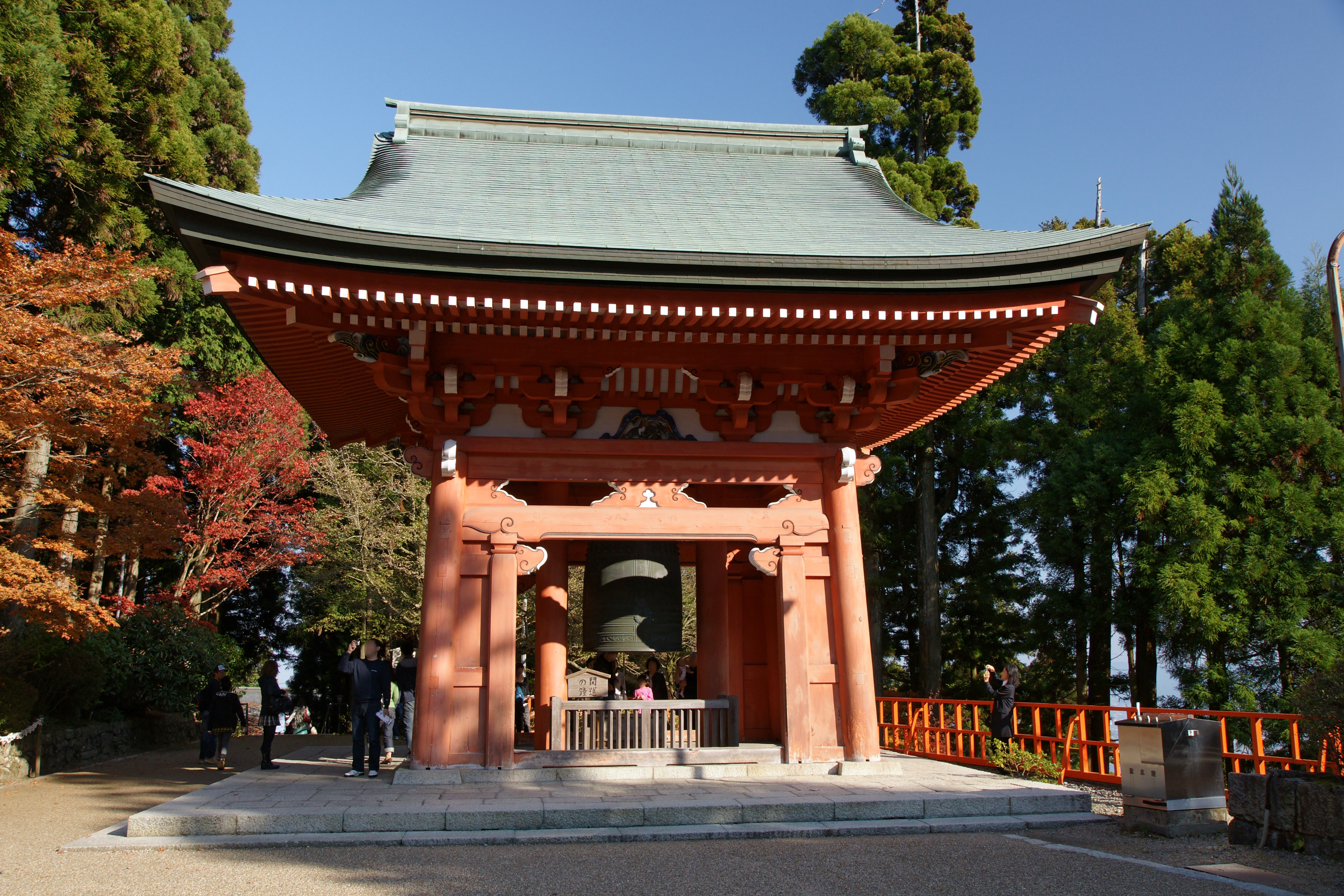
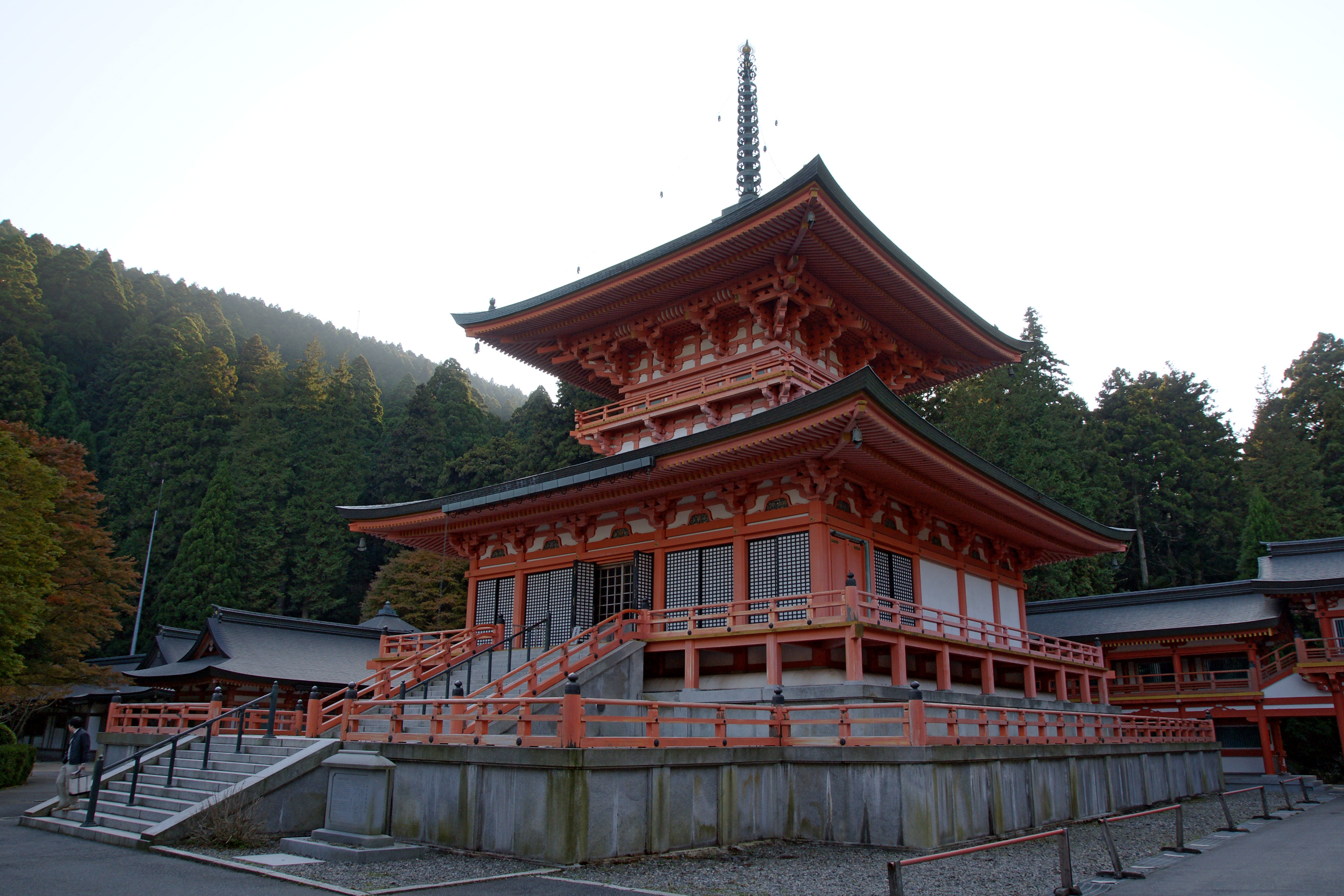
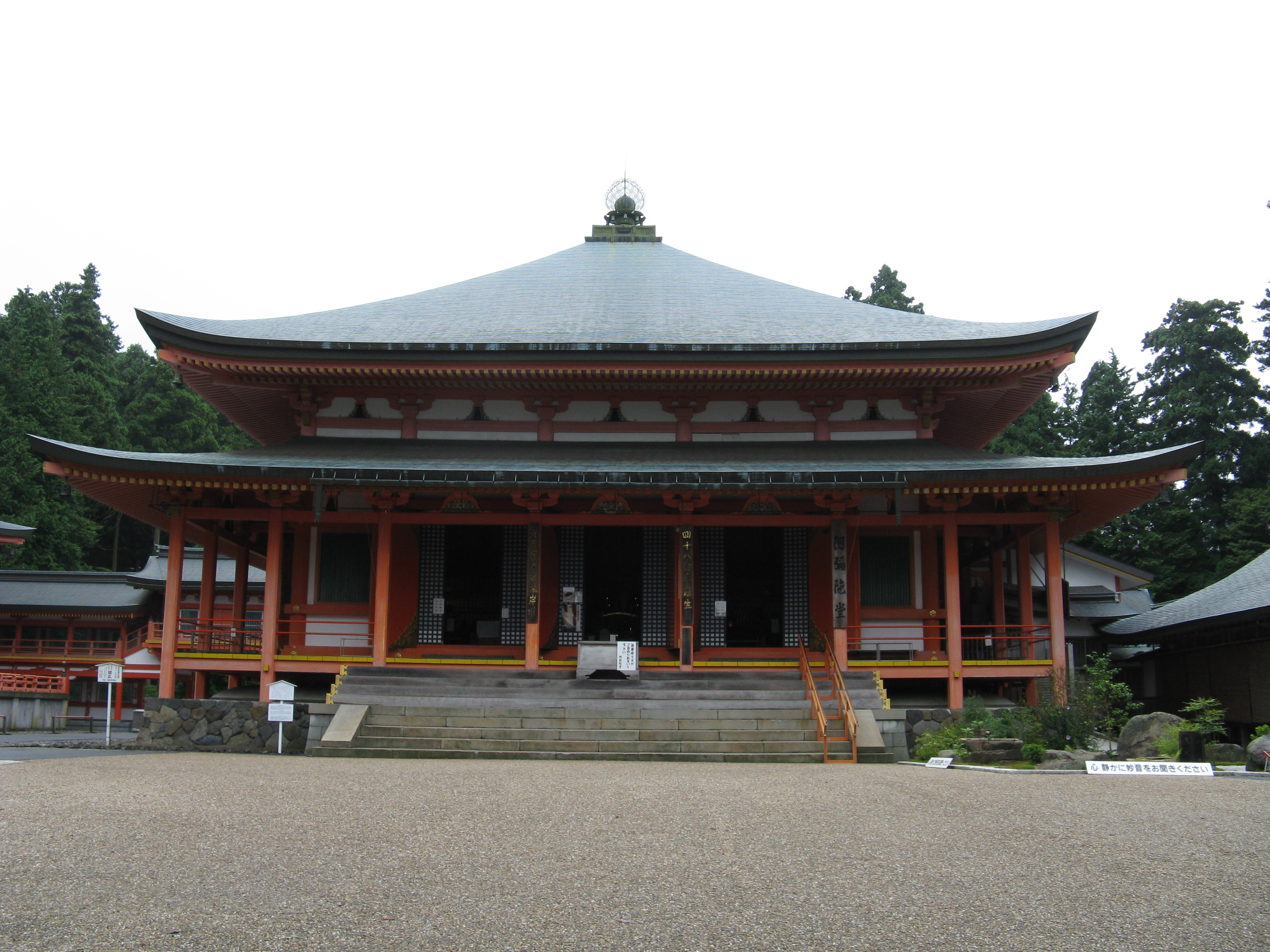
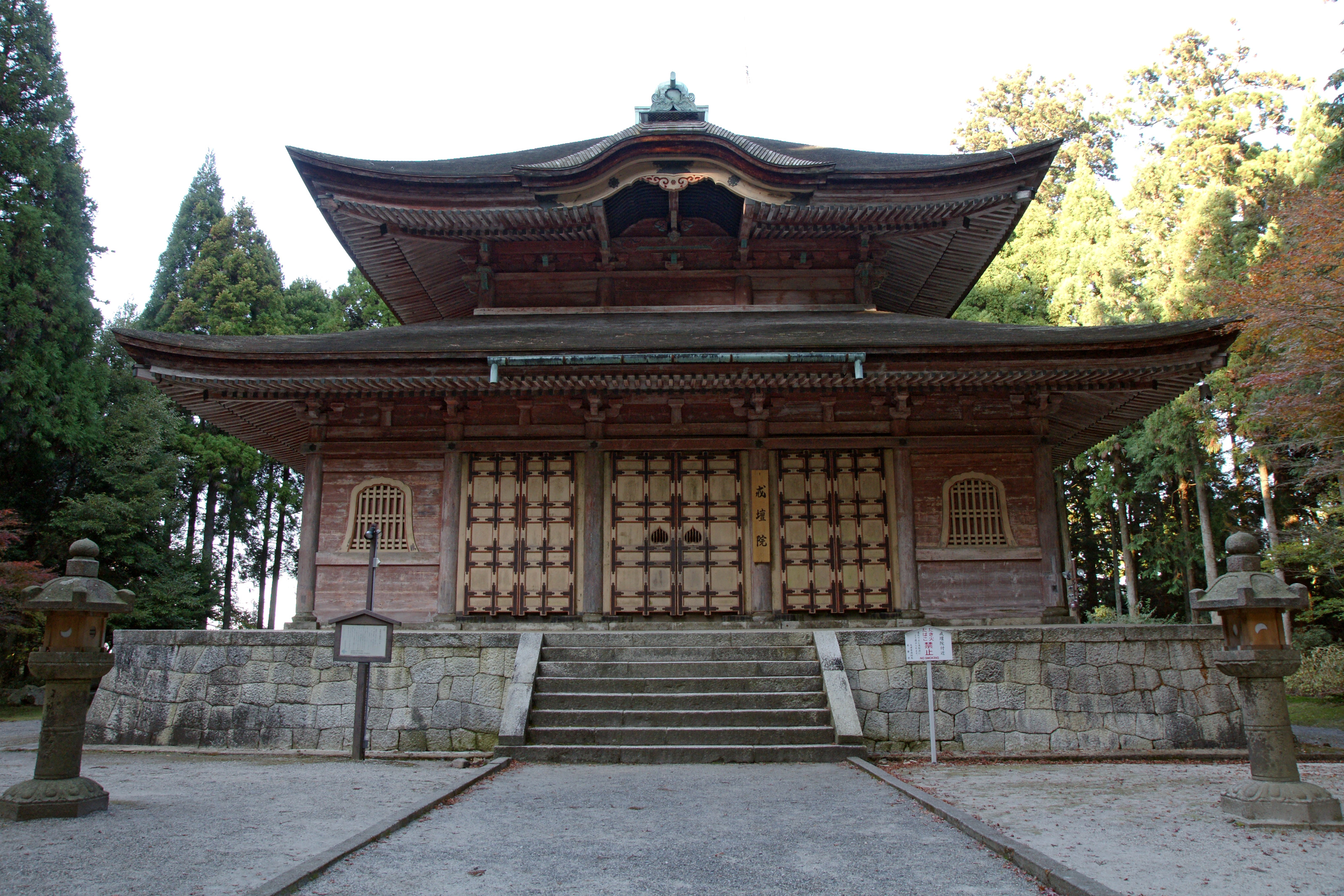
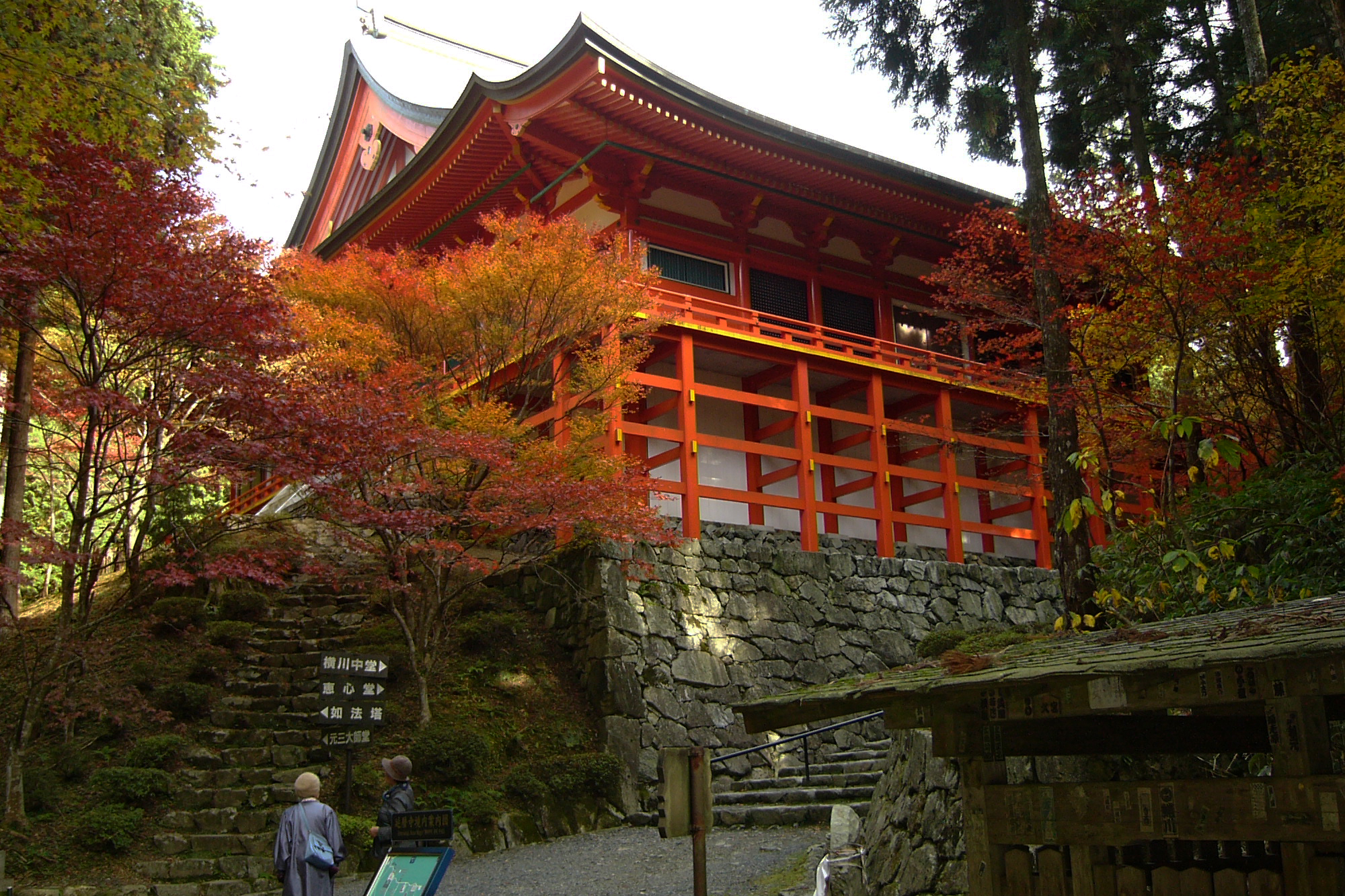